# Зеслах
Зеслах (њем. Seßlach) град је у њемачкој савезној држави Баварска. Једно је од 17 општинских средишта округа Кобург. Према процјени из 2010. у граду је живјело 4.065 становника. Посједује регионалну шифру (AGS) 9473165.

## Географски и демографски подаци
Зеслах се налази у савезној држави Баварска у округу Кобург. Град се налази на надморској висини од 271 метра. Површина општине износи 72,5 km². У самом граду је, према процјени из 2010. године, живјело 4.065 становника. Просјечна густина становништва износи 56 становника/km².

## Међународна сарадња
| Мјесто | Држава   | Врста сарадње | Од    |
| ------ | -------- | ------------- | ----- |
| Гминд  | Аустрија | партнерство   | 1987. |
| Извор  |          |               |       |